# Canulars dans la technique
Les novices font l'objet de canulars dans les métiers techniques. Les victimes de ces farces ou blagues sont souvent des personnes qui ne connaissent pas encore tous les termes techniques de la spécialité : personnes extérieures à la discipline ou débutants (stagiaires, apprentis (arpètes), etc.).

## Mode opératoire
Il s'agit généralement de demander à la victime d'un de ces canulars d'aller chercher un outil (par exemple la lime à épaissir ou à rajouter de la matière), un instrument ou un produit qui n'existe pas, dont la fonction est illusoire (exemple des plus connus : l'huile de coude, en bidon, en burette, etc.). La « victime » est renvoyée d'employé en employé, chaque employé, de connivence avec le précédent, prétextant avoir prêté l'outil ou le produit à un autre, et ainsi de suite. La victime fait ainsi le tour du lieu d'activité (entreprise, atelier, magasin, chantier, etc.). L'outil a toujours pour particularité de n'exister qu'à un seul exemplaire et l'on en a besoin sur le champ.

## Recherche de l'objet absurde
L'objet de la recherche est généralement un objet imaginaire, absurde et introuvable.
Il y a ceux dont l'appellation peut tenir de l'oxymore : on accole le nom d'un outil classique à une fonction qui est différente de sa fonction normale, voire le contraire : la scie à coller le bois ; le foret à faire des trous carrés. 
On fait appel également au jeu de mots ou au calembour : le tourne-à-droite, jeu de mots avec tourne-à-gauche (en fabrication mécanique) ; la pompe « Moildar » et ses variantes.
Il y a les expressions à double sens : l'éponge à mercure (il s'agit d'un « truc » de laboratoire pouvant être utilisé quand il n'existe pas de dispositif d'aspiration sous vide mais aussi d'un des surnoms donnés aux prostituées malsaines à la fin du XIXe siècle).
Il y a les notions abstraites qu'on fait passer pour des objets réels, telles que l'« huile de coude » (dans « bidon d'huile de coude ») ou l'« échelle de Richter ».
La création néologique est également présente : le « zigoulateur » à impédance (en électricité) et « de la gibouille », « un petit poisson avec des grosses couilles » qu'on va chercher dans la chambre froide (en cuisine et restauration).
Parfois, on exploite les dialectes et langues régionales. Ainsi, en Alsace, on peut demander d'aller chercher de l’ibidum à la pharmacie (ich bin dumm, « je suis bête » en alsacien).
Les allusions graveleuses ne sont pas absentes : la bouteille de cyprine, terme synonyme de « secrétions vaginales » ; la liqueur de chêne ; en pâtisserie, le sirop de cordum, c'est-à-dire le « sirop de corps d'homme », autrement dit le sperme ; la pince à clito, à envoyer chercher par une secrétaire (dans l'entretien ou la réparation automobile) ; la rachimène (l'arrache hymen), en précisant que c'est une gouge en crochet (dans le bâtiment) ; le bon de saillie à faire signer (dans l'armée).
Il existe cependant de faux objets absurdes, qui existent vraiment : le bois d'arbre, en fait l'appellation ancienne du bois de pommier en Normandie et aujourd'hui la désignation du bois massif par opposition aux produits dérivés du bois que sont l'aggloméré de bois, ou agglo, et le contreplaqué ; le foret à percer des trous carrés, assemblage de plusieurs pièces excentrées, qui se montent sur une perceuse, les angles du carré étant soit arrondis, soit non arrondis ; la vis à deux bouts ; le moule à croissant ; l'échelle de vendangeur ou de vendange (en fait une toute petite échelle servant au hotteur à déverser le contenu de sa hotte dans le chariot) ; l'ancre flottante, utilisée lorsqu'il est impossible de mouiller une ancre par grand fond (elle permet de réduire la dérive) ; le pied de biche en plastique, utilisé en serrurerie.

## Rite de passage
Ces farces, qui relèvent d'une forme très atténuée de bizutage par la vexation ou l'humiliation qu'elles entraînent, constituent une sorte de rite de passage obligé, de baptême pour le stagiaire ou l'apprenti. Ces derniers, plus tard, seront amenés, à leur tour, à envoyer des novices chercher un outil imaginaire et introuvable. 
Le 1er avril de chaque année voit également fleurir ce genre de pratique.
Dans certains domaines, il existait des canulars s'éloignant légèrement du schéma classique. Ainsi, dans les mines de charbon, on faisait une piqûre anti-grisou au nouveau à sa première descente ; dans les chemins de fer, on envoyait le stagiaire essuyer chaque file de rail dans la gare pour éviter que le train ne patine sur la pluie.

## Diffusion
On rencontre ces farces traditionnelles dans l'industrie (fabrications mécaniques, mines, chimie, électromécanique, électronique, électricité, informatique), l'agriculture, l'artisanat (pâtisserie, restauration, brocante, entretien ou réparation automobile), les transports (aéronautique, circulation routière, réseau ferroviaire), le bâtiment, l'armée, les sapeurs-pompiers, la banque et finance, l'administration, la culture (archéologie, photographie), les activités physiques et sportives (plongée sous-marine, nautisme à la voile, scoutisme ou guidisme).

### Industrie

#### Fabrications mécaniques
Demander :
- un seau rempli d'eau pour le mandrin flottant (jeu de mots sur « flottant ») ;
- la recolleuse à copeau ;
- la lime pour gaucher ou droitier (or une lime s'utilise de la même manière, que l'on soit gaucher ou droitier) ;
- la lime à épaissir ;
- le marteau à deux coups[6] ;
- de vérifier la pression des pneus d'un chariot élévateur (ceux-ci étant en caoutchouc plein) ;
- de rapporter un seau de vapeur de la chaufferie ;
- le sachet de bulles à niveau ;
- le bidon d'étincelles à meuler, à ne pas confondre avec le bidon d'étincelles à souder.

#### Mines
- Il était d'usage de faire aux stagiaires des houillères une piqûre anti-grisou avant leur première descente (en fait, du simple sérum physiologique). Dans les cas les plus méchants, il était indiqué que toute consommation d'alcool (apéritif, vins, digestifs du repas d'accueil) était prohibée dans les huit heures suivant la piqûre.
- Les filons exploités se trouvant souvent en dessous du niveau de la mer, on expliquait au stagiaire que la première fois que l'on franchissait ce niveau, un « pop » se produisait dans les oreilles. Il s'agit d'une analogie avec le fameux « passage de la ligne », sorte de bizutage auquel étaient astreints tous ceux qui passaient pour la première fois l'équateur par voie de mer.
- Quelqu'un passe un entretien d'embauche pour travailler dans une mine de laiton (explication : le laiton est un alliage de cuivre et de zinc, aux proportions variables, il n'est donc pas un matériau à l'état naturel).

#### Chimie
- Le canular du monoxyde de dihydrogène.
- L'éponge à mercure : il s'agit d'un truc de laboratoire[1] mais aussi d'un des surnoms donnés aux prostituées malsaines à la fin du XIXe siècle[2].

#### Électromécanique
- L'électrode à bois (soudure).
- Le crochet à accrocher dans l'air.

#### Électronique
- Une boîte d'électricité en poudre.
- Un touret de câble hertzien (une liaison hertzienne est une liaison sans fil…).
- Un câble Wi-Fi (technologie sans fil)
- Une pince à couper les conducteurs (pour en faire des semi-conducteurs…).
- Une WOM (write only memory, mémoire seulement pour écrire et pas pour être lue).

#### Électricité
- Le bac à récupérer les chutes de tension.
- Aller chercher un seau d'ampères.
- Pince à couper le courant.

#### Informatique
- Demander à un stagiaire d'aller chercher les impressions PDF à l'imprimante.
- Demander à un stagiaire de récupérer les clés SSH à l'accueil.
- Demander à un stagiaire de chercher une boîte de jetons (« token » en anglais) pour le réseau token ring.
- Demander à un stagiaire de chercher les câbles pour le Wi-Fi aux administrateurs système.

### Agriculture
- Naguère[Quand ?], au Québec, à la saison du poisson d'avril, ceux qui aimaient à plaisanter, envoyaient les enfants ou les domestiques chercher, chez le voisin, la corde à virer le vent (variante : la corde à faire tourner le vent), c'est-à-dire à le faire venir d'un autre point de l'horizon. On employait la même locution, dans les mêmes circonstances, dans le Centre de la France[7].
- En France, vers 1958-1960, cette demande : « Va me chercher le sachet de graines à fagots ».
- Aller ramasser les « raisins secs » (on fait passer les grains de raisin touchés par le mildiou pour des raisins secs).

### Artisanat

#### Pâtisserie
- L'échelle à monter les blancs d'œufs en neige.
- La pompe à souffler les choux.
- Le moule à croissant.
- Le seau de buée.
- La clef de voûte du four.

#### Cuisine et restauration
Entre autres blagues de cuisine, envoyer chercher :
- la pompe à gonfler les pommes dauphine ;
- la machine à friser le persil et, inversement, le fer à défriser le persil si l'on a besoin de persil plat ;
- le marteau à clous de girofle ;
- le désosseur à foie gras (le foie gras ne contient pas d'os, seulement des nerfs et des vaisseaux… Sa préparation consiste justement à retirer ces nerfs et vaisseaux) ;
- une pince à serrer les cafés ;
- la muselière à homard[8] ;
- un « brodo » (un broc d'eau, c'est-à-dire une carafe) ;
- la machine à farcir les petits pois ;
- la machine à décourber les bananes,
  - et son pendant : la cintreuse à bananes ;
- le dénoyauteur à bananes/fraises/autre fruit sans noyau ou pépins… ;
- l'échelle à monter la béarnaise ;
- la ficelle à lier les sauces (lier une sauce, c'est lui donner consistance et homogénéité en faisant une liaison – avec de la farine, de la crème, du beurre)[9] ;
- un Château La Pompe à la cave à vin (en réalité une carafe d'eau) ;
- de l'huile de coude (pour faire briller la vaisselle à la plonge) ;
- l'économe à framboise ;
- le rouleau à génoise,

et aussi :
- faire hacher de la farine (pour éviter les grumeaux) ;
- envoyer éteindre le chauffage de la cuisine (par forte chaleur) ;
- envoyer acheter :
  - du beurre noir pour faire la raie,
  - du bleu à truites (ou à steaks),
  - du lait de bouc.

#### Entretien ou réparation automobile
- Faire vérifier un niveau de liquide n'existant pas dans un moteur, un véhicule (par exemple le niveau du filtre à huile).
- Changer le filtre à gasoil ou la vanne EGR sur un véhicule électrique.
- Vidanger les cristaux liquides du tableau de bord d'une voiture.
- Roder la marche arrière.
- Envoyer chercher :
  - des plaquettes de frein moteur ;
  - la boîte à étincelles (permettant de faire démarrer une voiture dont le moteur a été déposé) ;
  - le sachet de compression (pour rajeunir un moteur qui a « vécu ») ;
  - la râpe à pneus (pour équilibrer un pneu neuf avec un pneu usé).
  - Le bidon de liquide à clignotants[10].

#### Antiquités et brocante
- Un marchand précisera qu'un meuble est en « bois d'arbre » quand on lui demandera le type de bois (en fait, depuis l'apparition des  produits dérivés du bois que sont l'aggloméré de bois, ou agglo, et le contreplaqué, l'expression « bois d'arbre » prend tout son sens pour désigner le bois massif)[11].

#### Horlogerie
- Le marteau à bomber le verre, dans le cas où le passage d'aiguilles est trop faible.
- L'aimant à laiton ou l'aimant à rubis, en cas de petite pièce perdue.

### Transports

#### Circulation routière
- La clé des barrières de dégel

#### Réseau ferroviaire
- Ne jamais toucher au BQTT : le Boulon (ou bouton) Qui Tient Tout : avertissement fréquemment répété aux apprentis et jeunes cheminots
- Essuyer le rail avec la tringle à essai de frein :

La tringle à essai de frein est une tige longue d'un mètre munie d'une grosse poignée et terminée par un triangle à la base légèrement creusée. En usage normal, cette tringle permet au personnel de contrôler l'efficacité du système de freinage lors de la formation du train : en appuyant la base de la tige contre le sabot de frein, on s'assure que le système de frein fonctionne correctement avant d'autoriser le train à quitter la gare de formation (la gare de formation est la gare dans laquelle est formé le train, par assemblage de wagon(s) et locomotive(s). Ce n'est pas nécessairement une gare de formation des jeunes conducteurs de train). Mais la courbe du triangle correspond aussi plus ou moins à la courbe de la tête du rail. Après une averse, il était parfois demandé aux jeunes apprentis de prendre cette tringle, d'y attacher un linge et d'aller essuyer chaque file de rail d'une extrémité à l'autre de la gare « pour éviter que le train ne patine sur l'eau », ce qui représente une marche de 1 à 1,5 km dans chaque direction…
- Remonter le téléphone des gares :

Pour annoncer la circulation des trains d'une gare à l'autre, il existait auparavant un système de cloches à commande électromécanique : au moment du départ d'une gare, le passage du train envoyait une impulsion électrique qui libérait un verrou à relais commandant la sonnerie d'un nombre déterminé de coups de cloche dans la gare vers laquelle se rendait le train, de manière à prévenir le personnel de la gare de l'arrivée du train. L'énergie de ces cloches était fournie par un système à contrepoids (un peu comme une sorte de coucou suisse) et ces contrepoids devaient naturellement être remontés 1 ou 2 fois par jour à l'aide d'une manivelle. Mais les gares étaient aussi équipées d'un téléphone à inducteur (un appareil téléphonique avec une manivelle sur le côté) qui servait aux communications entre la gare et les divers services internes. Pour appeler un correspondant, on sélectionnait la ligne désirée en enclenchant l'interrupteur concerné et on composait le code d'appel de l'interlocuteur selon le code Morse en donnant un nombre défini de coups de manivelle de l'inducteur. Un coup de manivelle était égal au point, trois coups était égal au trait, le tout composant l'indicatif du poste désiré. La plaisanterie consistait par conséquent à instruire un nouveau à remonter chaque jour les contrepoids des cloches de la gare (partie tout à fait réglementaire de la plaisanterie) puis à remonter le téléphone de la gare en tournant la manivelle de l'inducteur durant un certain temps, manœuvre bien évidemment inutile puisque tant qu'aucun interrupteur n'était enclenché, les coups de manivelle de l'inducteur du téléphone étaient effectués en pure perte… Ce système téléphonique existe toujours en tant que système de secours.

#### Aéronautique
Il est parfois demandé à un jeune élève pilote :
- de se munir d'une « bobine à lacet inverse »[Note 2]. Il s'agit en réalité d'un objet inventé, inspiré de l'effet aérodynamique parasite provoqué par le braquage des ailerons d'un appareil en vol.
Le lacet inverse (aérodynamique) est censé être connu par tout stagiaire d'aéro-club qui doit apprendre à contrôler cet effet parasite notamment lors des entrées et sorties de virages ;
- ou d'apporter une clé de soute à bagages (les soutes n'ayant pas de clés).

#### Maritime
- La cérémonie du passage de la ligne à bord des paquebots faisant la ligne Europe-Amérique du Sud, comportait une invitation faite aux passagers à se déplacer d'un bout à l'autre du navire pour compenser le déséquilibre dû au basculement provoqué par le passage de l'équateur[12][réf. non conforme].

#### Chronotachygraphe
- Envoyer chercher de l'encre à tachygraphe. Le tachygraphe fonctionne avec une feuille d'enregistrement sur laquelle un stylet vient frotter pour inscrire les vitesses, tours par minute et activités du conducteur. Il n'a donc pas besoin d'encre.

### Bâtiment
Exemple de recherche : on invite des apprentis tailleurs de pierre d'un CFA, à rechercher, pour leurs travaux interstages, dans des outils de pose : un niveau à bulle fixe, un cordex.
Autres outils ou produits à envoyer chercher : 
- l'échelle à poser les plinthes (variante : l'échelle de carreleur) ;
- la bulle pour le niveau ;
- le scotch triple face (c'est-à-dire non seulement collant devant et derrière, à l'instar du scotch double face mais aussi sur la tranche)[13] ;
- le marteau à bomber les vitres (variante : le marteau à bomber le verre) ;
- la gomme à effacer les coups de pointeau ;
- l'équerre ronde (selon beaucoup, c'est le nom du rapporteur… ou du compas). En Suisse, l'équerre cintrée sert à construire un arrondi harmonieux ;
- la pince à couder les galandages (les galandages sont des cloisons en briques) ;
- la râpe à épaissir (menuiserie) ;
- le bois de fraisier (menuiserie, ébénisterie) (le fraisier est une plante qui ne produit pas de bois) ;
- la tarière à percer des trous carrés[Note 3] ;
- un cordex à tracer des courbes ;
- une cintreuse à bordures ;
- un foret à reboucher les trous ;
- l'aimant à bois ;
- le niveau de 33 (un litre de vin fait 33 cm de haut) ;
- le fil à plomber les ardoises ;
- la peinture écossaise (jeu de mots sur une peinture qui, appliquée au rouleau, serait déjà quadrillée de plusieurs couleurs, ce qui est impossible) (variantes : la peinture à motifs, la peinture à damier), l'équivalent de la peinture tricolore dans l'armée française ;
- la colle sans contact (pour des raisons évidentes ne peut être sans contact) ;
- la pompe Moiledar (jeu de mots obscène)[Note 1] ;
- la bobine de fil à retordre.

### Armée
- Aller demander la clé du champ de tir ou encore la clé du champ de manœuvre.
- Un seau de squelch (le squelch étant une fonction réduisant les parasites des transmissions radios).
- L'ATB (l’accessoire de tir à blanc qui limite les accidents et compense la moindre pression d'une munition à blanc pour le retour des pièces mobiles) de la .50 (les armes légères ayant presque toutes un ATB, la .50 elle doit être munie d'un canon spécialement prévu pour le tir à blanc, il n'a pas d'accessoire à visser au canon).
- Aller chercher de la ligne de mire.
- Aller chercher deux mètres de faisceau hertzien (dans l'arme des transmissions dans l'armée française).
- Aller chercher le pot de peinture tricolore (armée française dont le drapeau national est tricolore).
- Aller chercher les clés de la Peugeot P4 (petit 4 × 4 qui n'a pas de clé de contact)[Note 4].
- Aller chercher la boîte d'impacts.
- Demander au nouveau de mettre une tenue de plongeur opérationnel et l'envoyer faire la plonge (la vaisselle).
- Les deux médicaments indispensables, le Motivex (pour la motivation) et la Moraline (pour le moral).
- Aller chercher la clé à régler le ralenti du M88.
- Aller chercher le bon de saillie, en général auprès d'une supérieure hiérarchique féminine.

### Sapeurs-pompiers
- Aller chercher la masse pour enfoncer les piquets d'incendie (en fait le piquet d'incendie est une équipe de soldats de permanence dans une caserne et dont la mission consiste à intervenir dès l'annonce d'un incendie)[14].
- Aller chercher l'oxygène en poudre dans l'ambulance.
- Nourrir le poisson de la citerne du camion-citerne[15].

### Banque et finance
- La balance des paiements est une balance à fléau qui permet de vérifier visuellement l'exactitude des opérations bancaires.
- Aller chercher la clef de la chambre de compensation.
- Payer avec un chèque en bois (d'arbre).

### Administration
- Boîte postale : envoyer un nouveau chez le concierge chercher tout le nécessaire de nettoyage (balai, brosse, bidon, chiffon, panosse (serpillière), détergent, etc.) puis se rendre à l'office de poste pour nettoyer la case postale.
- Envoyer un nouveau chercher dans une papeterie une enveloppe ronde pour une circulaire.
- Envoyer chercher du PQ (papier de qualité).
- Aller chercher le journal « du lendemain » pour jouer au loto le soir même (et forcément gagner…).

### Culture

#### Archéologie
- L'alignement de deux trous de poteaux : on fait remarquer au stagiaire qu'il vient de mettre au jour la trace de deux trous de poteaux, et qu'ils sont alignés. Or deux points sont toujours alignés (autrement dit, sur une même droite) car ces points servent précisément à définir une droite, l'un des deux donnant un des points de passage de la droite et le second définissant la direction de celle-ci…
- La culture des céramiques à « bloemenpot » (pot de fleurs en néerlandais) : en Belgique, quand un stagiaire découvre les vestiges d'un objet de notre époque, mais n'en a pas conscience, on le félicite d'avoir découvert des éléments de cette culture.
- Le kangourou cavernicole : un marsupial qui aurait vécu dans les cavernes durant les temps préhistoriques et dont on explique qu'il aurait disparu avec la montée des sédiments dans la grotte : la paroi supérieure étant plus basse, il s'y serait fracturé le crâne en sautant.
- Un artefact dont le nom est inconnu et dont la forme ne permet pas, a priori, de définir la fonction, est désigné du nom savant de « vistemboire » (ou « vistemboir »). Le « vistemboir » ne saurait être confondu avec la « glute », nom donné par quelques archéologues amateurs de boissons à base de houblon, à un objet informe, concrétionné, corrodé ou pris dans une gangue de rouille. Le vistamboir fait des apparitions récurrentes dans les nouvelles et romans  humoristiques de l'écrivain Jacques Perret, notamment Le machin (1955) et Rôle de Plaisance (1957).

#### Photographie
- Filtre wireless : filtre qui supprimerait les fils électriques dérangeants sur les photographies.
- Faire croire à un débutant qu'il a détruit ses filtres en les exposant à la lumière du jour.

#### Tournage cinématographique
- Envoyer le stagiaire-lumière chercher le marteau à filaments au fond du camion pour réparer l'ampoule.
- Pendant un creux, l'envoyer au camion cirer les câbles de 63 ampères TRI.

#### Beaux-arts
Dans l'atelier de dessin, envoyer un nouveau dans un magasin de fournitures pour acheter :
- des points de fuite pour dessiner les perspectives ;
- un compas pour tracer des ellipses[Note 5].

### Activités physiques et sportives

#### Plongée sous-marine
- Pilules « Gerbastop » : médicament délivré en pharmacie contre le mal de mer. L'origine de ces pilules imaginaires est une des publicités fictives dont était entrecoupé le film de Jean Yanne Je te tiens, tu me tiens par la barbichette (1978) et où l'actrice Arielle Dombasle calmait son envie de vomir en suçant une pastille de Gerbastop[16],[17].
- Bonnet de bain : obligatoire pour les sorties en mer.
- Ne pas oublier d'agiter le bloc gonflé à l'air comprimé avant de plonger, pour obtenir une meilleure hétérogénéité du gaz.

#### Nautisme à la voile
- Faire écoper le puits de dérive à l'aide de l'écoute de grand-voile.
- Envoyer un mousse chercher l'échelle de Beaufort.
- Envoyer quelqu'un chercher le bout à virer le vent. Accessoire indispensable au débutant pour éviter le manque à virer.

#### Scoutisme et guidisme
Chez les scouts et les guides, les pratiques d'intégration pendant les camps ont pour nom bahutage et consistent à envoyer le dernier arrivé dans la patrouille (« le cul de pat ») à la recherche d'un objet invraisemblable (pour faire du feu : braises congelées ou en conserve pour allumer un feu sans allumettes ; pour faire la cuisine : la cocotte ou la poêle en bois ; pour le froissartage : la clé à brêlage (dans le coffre à vanneaux) ; pour se repérer : la ligne de mire) auprès d'autres patrouilles. Dans la panoplie des chefs de patrouille, on trouve :
- la pastille anti-fumée (qui débarrasserait de la fumée produite par un feu de camp) ;
- le fil à couper le vent ;
- les allumettes à angle droit (pour allumer dans les coins) ;
- l'aspirateur à copeaux ;
- les barres à feu pneumatiques ;
- la bûche dorée (il s'agit en fait d'une variété de bûche de Noël) ;
- l'eau en poudre ou eau lyophilisée : on met la poudre dans une carafe ou gourde, on rajoute de l'eau et on obtient une carafe ou gourde pleine. Le hic c'est qu'un produit en poudre étant un produit dont on a ôté l'eau, l'eau en poudre ne peut exister[18] ;
- les trous de rechange pour la passoire[19] ;
- la cage à eau ;
- la pelle à déplacer les trous ;
- la pelle de la forêt (jeu de mots avec le titre du livre de l'écrivain américain Jack London, L'Appel de la forêt) ;
- l'encocheuse / le taille-perche ;
- la clé des champs pour ouvrir les clôtures en balade ;
- la poutre d'azimut ;
- l'échelle de Richter.